# Lyme, New Hampshire
Lyme är en kommun (town) i Grafton County i delstaten New Hampshire, USA med 1 716 invånare (2010). 